# Toritama
Toritama este un oraș în Pernambuco (PE), Brazilia.